# 趙滅中山之戰
趙滅中山之戰是中國戰國時代中期的戰爭。從前307年攻打中山國房子到前296年併吞中山國結束，共計12年的時間，趙國不僅除掉了心腹之疾，使得南北二地得以連成一體，領土的擴張也使國力強大起來。

## 背景

### 趙國方面
當時趙國除了有強秦的威脅外，中山國也是趙國的一個心腹之患。中山自魏文侯時期復國後，便雄據在河北中部一帶，幾乎將趙國一分為二。在趙武靈王即位以前，就依持齊、魏兩國的支持，侵略趙國，成為趙國安全的最大威脅，所以當時的趙武靈王有感而言「今中山在我腹心，北有燕，東有胡，西有林胡、樓煩、秦、韓之邊，而無強兵之救。」基於這種嚴峻的形勢，趙武靈王除了有胡服騎射的改革計劃外，還打算發動消滅中山的戰爭。

### 中山國方面
初期的中山國採行中立外交，在馬陵之戰後便改為與齊、魏結盟以對抗趙國。魏國犀首（即公孫衍）發起倡議「五國相王」，「千乘之國」中山國稱王之事引起齊國的不悅。燕國因子之而發生內亂，齊國率軍入侵，中山國也背棄了同盟，率軍北略燕國。齊國入侵燕國的行動，引起了中原諸國強烈反對。中山國因侵燕與燕國結惡。在中原其他國家中也被孤立了，使得中山國外交處境日益堅困。

### 中原方面
此時的中原局勢，齊國方面，孟嘗君成為齊相後，便策劃著聯合其他國家共同攻秦。齊宣王寫信給楚懷王要求合力組織攻秦，楚國就和齊國相合。但在前307年，秦昭王新立，因秦君的母親是楚人，楚國於是和秦國聯姻結盟。魏、韓兩國因秦國的攻勢與齊國聯合，並於前301年及前298年向楚、秦發動合縱戰爭。楚國因楚懷王外交失當而陷入內外交困的情況。至前298年以後又形成了秦、趙、宋與齊、韓、魏的對峙局勢，齊、秦雙方都疲於戰鬥，無力干預趙滅中山的事。而北方燕國因前313年齊國入侵而國力大衰，在燕昭王的治理下，國力逐漸恢復。

## 戰役進程

### 初戰失利
前308年（趙武靈王十八年），趙武靈王前往邊境進行實地考察，到達九門(今河北省石家庄市藁城区西北)，修築野台，觀察齊國與中山國的邊境情況。並派遣李疵觀察中山國國情。李疵報告說「中山可伐也，君不亟伐，將後於燕。」聽了李疵的匯報後，前307年（趙武靈王十九年），趙武靈王在信宮大會群臣，召見肥義共商天下大事，一直商量了五日後，向北攻取中山國的國土，一直打到房子（今河北省高邑縣西南），燕國乘此時機揮軍入侵。中山國全力打敗了趙軍對房子的進攻，並佔領了趙國的鄗邑（今河北省柏鄉縣北）後，又揮師北上打敗了入侵的燕軍，殺死其大將。

### 胡服騎射
趙武靈王在房子戰敗後，前往到達代國，向北行到達無窮（約在今河北省張北縣北），向西行到了黃河，登上黃華山（約在山西省西北近黃河處），便說了「胡地、中山，吾必有之。」謀劃胡服騎射的改革，即教導民眾穿胡人服裝，練習騎馬射箭以富國強兵，得到了一些有力大臣如樓緩、肥義的支持，但趙氏貴族卻持反對態度。經過趙武靈王耐心細致地說服，終於使他們轉變觀念，支持改革。

### 五伐中山
前306年（趙武靈王二十年），趙武靈王攻取中山之地，軍鋒抵達寧葭（今河北省石家莊市西北）；同年向西攻取林胡之地，軍鋒抵達榆中（今內蒙古東勝一帶），林胡王獻馬求和。為了防止列國的干預，派遺使者樓緩至秦國，仇液至韓國，王賁至楚國，富丁至魏國，趙爵至齊國，進行外交活動。
前305年（趙武靈王二十一年），趙武靈王大舉進攻中山，趙「以二十萬之眾攻中山」，兵分二路。南路軍隊由趙武靈王總領，以趙袑統領右軍，許鈞統領左軍，趙章統領中軍，向中山國腹地出擊。北路軍隊由牛翦統率騎兵組成的軍團，趙希統率胡、代兵馬。趙與率軍前往陘縣（今河北省無極縣東北），騷擾中山國的大後方。北路軍隊在曲陽（今河北省曲陽縣城西）會合，攻取了丹丘（今河北省曲陽縣西北）、華陽（今河北省曲陽、淶源西南）與鴟之塞（今河北省唐縣倒馬關）。趙武靈王總領的南路軍隊，取得了鄗、石邑（今河北省石家庄市鹿泉区南）、封龍（今河北省元氏縣西北）、東垣（今河北省正定縣）。此次中山國失去了三分之一以上的國土，迫於無奈，只好割讓四邑求和，趙國因為一時無法控制佔領的中山國腹地諸邑，答應求和的要求，在取得四邑之後，便暫時撤軍而回。
中山國割四邑給趙，與趙國和平狀態並未維持多久。前303年（趙武靈王二十三年），趙國再次進攻中山國。
前301年（趙武靈王二十五年），趙國再次進攻中山國，攻入中山國國都靈壽（今河北省靈壽縣），中山王𧊒逃往齊國。
明年（前300年，趙武靈王二十六年），趙國攻取扶柳（今河北省衡水市冀州区），中山國東部邊地盡為趙國所得，趙國的邊界向北推進到與燕國、代地相鄰，中山國幾乎被滅，中山王𧊒也死在齊國。史稱「中山數割數伐」，「中山五割與趙」趙國因多年的戰爭消耗了大量國力，趙武靈王為了國家民力的恢復，便「歸息士民而復之」《戰國縱橫家書》蘇秦謂齊王章(四)</ref>，扶植尚為中山國君作為傀儡。
前296年（趙惠文王三年），趙國廢除中山國君，將中山王尚遷徙到膚施（今陝西省榆林縣南），號稱「千乘之國」的中山國終於亡國。

## 結果
中山國雖然在初次大戰中順利擊敗趙國和燕國的入侵，但正如蘇秦所言，中山乃「千乘之國也，而敵萬乘之國二，再戰北勝，此用兵之上節也。然而國遂亡，君臣於齊者，何也？不嗇於戰攻之患也」，經不起長年戰爭的破壞和消耗，所以自前305年起，戰爭形勢就急轉直下。中山國的滅亡，一方面結束了白狄鮮虞部落二百一十多年的歷史，另一方面擴大了趙國的領土，使趙國強大起來，為趙秦在戰國晚期的激烈對抗建立了必要的條件。所以《戰國策·秦策三》有言：「中山之地方五百里，趙獨擅之，功成名立利附，天下莫能害！」